# Kanton Massy
Der Kanton Massy ist seit 2015 eine französische Verwaltungseinheit im Arrondissement Palaiseau im Département Essonne und in der Region Île-de-France.  

## Geschichte
Der Kanton wurde im Rahmen der Kantonsneuordnung Anfang 2015 neu gebildet aus den Kantonen Massy-Est und Massy-Ouest, die zusammen die Stadt Massy umfassten, sowie der Gemeinde Chilly-Mazarin, die zuvor der Hauptort des nunmehr aufgelösten Kantons Chilly-Mazarin war.

## Gemeinden
Der Kanton besteht aus zwei Gemeinden mit insgesamt 80.765 Einwohnern (Stand: 1. Januar 2022) auf einer Gesamtfläche von 18,46 km²:
| Gemeinde       | Einwohner 1. Januar 2022 | Fläche km² | Dichte Einw./km² | Code INSEE | Postleitzahl |
| -------------- | ------------------------ | ---------- | ---------------- | ---------- | ------------ |
| Chilly-Mazarin | 19.981                   | 5,57       | 3.587            | 91161      | 91380        |
| Massy          | 50.597                   | 9,43       | 5.366            | 91377      | 91300        |
| Kanton Massy   | 70.578                   | 15,00      | 4.705            | 9112       | –            |